# Chennai Express
Pour plus de détails, voir Fiche technique et Distribution.
Chennai Express est un film bollywoodien de Rohit Shetty (en) sorti en 2013. Les acteurs principaux, Shahrukh Khan et Deepika Padukone, sont réunis pour la troisième fois après Om Shanti Om et Happy New Year

## Synopsis
Rahul est un célibataire d'une quarantaine d'années qui vit à Mumbai avec ses grands-parents. Quand il embarque dans le Chennai Express qui le conduit dans le sud de l'Inde pour disperser les cendres de son grand-père qui vient de mourir, il est confronté à des différences de langue et de mode de vie ainsi qu'à la mafia locale. Fort heureusement, la charmante et déterminée Meena l'aide à surmonter ces difficultés.

## Fiche technique
- Titre : Chennai Express
- Titre en hindi : चेन्नई एक्सप्रेस
- Réalisation : Rohit Shetty
- Scénario : Yunus Sajawal
- Musique (chansons) : Vishal-Shekhar
- Lyrics : Amitabh Bhattacharya et Yo Yo Honey Singh
- Chorégraphie : Chinni Prakash et Raju Sundaram
- Musique d'accompagnement : Amar Mohile
- Photographie : Dudley
- Montage : Steven H. Bernard
- Cascades et combats : Jai Singh Nijjar
- Société de production : Red Chillies Entertainment et UTV Motion Pictures
- Société de distribution : StudioCanal UK, Netflix
- Pays d'origine : Inde
- Langues : hindi, tamoul
- Genre : film d'action, comédie romantique
- Durée : 141 minutes
- Date de sortie : 
  - 9 août 2013 (Inde, France)
  - 9 novembre 2013 (Royaume-Uni)

## Distribution
- Shahrukh Khan : Rahul[1]
- Deepika Padukone : Meena[2]
- Sathyaraj : Durgeshwara Azhagusundaram, le père de Meena
- Nikitin Dheer : Tangaballi
- Priyamani : item number 1 2 3 4... Get on the Dance Floor
- Yogi Babu : trafiquant sri-lankais

## Autour du film
Pour le rôle principal féminin, plusieurs actrices ont été envisagées comme Kareena Kapoor, Asin Thottumkal ou Deepika Padukone. Le tournage a débuté le 27 septembre 2012. C'est le premier film de Rohit Shetty avec Shahrukh Khan et sans Ajay Devgan.
Le 13 août 2013, le site Hollywood Reporter annonce que le film Chennai Express bat plusieurs records du box-office indien dont le plus rapide à atteindre le milliard de roupies (17 millions de $) et ce en un weekend, la plus grosse recette pour un premier jour (331,2 millions de roupies, 5,4 millions de $) et le plus grand nombre de salles, 3 700 en Inde. Le film produit par UTV Motion Pictures, filiale de Disney UTV est aussi distribué à l'international avec 2,1 millions de $ au Moyen-Orient et 2,3 millions aux États-Unis pour un total de 8 millions de $ pour le premier weekend.